# Sur (pel·lícula)
Sur és una pel·lícula argentina-francesa dramàtica de 1988 escrita i dirigida per Fernando "Pino" Solanas i protagonitzada per Susú Pecoraro, Miguel Ángel Solá, Lito Cruz, Philippe Léotard i Ulises Dumont. En el moment de la seva estrena va obtenir diversos guardons internacionals, entre els quals es compta el Premi del Festival de Canes al millor director.

## Sinopsi
Ambientada després de la fi de l'última dictadura cívic-militar argentina (1976-1983) i durant el retorn a la democràcia, la història se centra en l'alliberament de Floreal, un pres polític, i la seva vida posterior. El seu nou present ens parla del retrobament i de l'amistat. És el triomf de la vida sobre la mort, de l'amor sobre el rancor, de la llibertat sobre l'opressió, del desig sobre el temor. Sud ens conta una història d'amor. És l'amor de la parella i és també una història d'amor per un país. És la història d'un retorn.
La història principal funciona com un homenatge a tots els que (com el personatge tartamut) van saber dir NO a l'última dictadura que va sofrir el país, i el terrorisme d'Estat que va implementar; van ser ells els que van mantenir la dignitat. Ells van dir no a la injustícia, a l'opressió, i al lliurament del país a les mans dels qui no el mereixen.

## Repartiment
- Miguel Ángel Solá... Floreal Echgoyen
- Susú Pecoraro... Rosi Echegoyen
- Lito Cruz... El Negro
- Philippe Léotard... Roberto
- Ulises Dumont... Emilio
- Roberto Goyeneche... Amado
- Mario Lozano... Echegoyen
- Gabriela Toscano... Blondi
- Nathán Pinzón... Rasatti
- Niní Gambier... Adela
- Susana Mayo... Cora
- Fito Paez... Marcelo
- Antonio Ameijeiras... Peregrino
- Inés Molina... María (acreditada comnInés Molina Villafañe)
- Chany Mallo... La mère de Floreal
- Fernando Siro
- Mauricio Kartún
- Néstor Marconi
- Ricardo Alanis... Arturito Rasatti
- Giancarlo Arena
- Paulino Andrada
- Luis Romero... Yacumin
- Manuel Vicente... El Tordo
- Carlos Olivieri... Flaco
- Virginia Innocenti... Personatge de repartiment i doblatge de la veu d'Inés Molina

## Producció
La coproducció argentí-francesa va ser realitzada per les productores Cinesur (70%) de Buenos Aires, i Pacific (30%) de París. El film va ser rodat a la ciutat de Buenos Aires i va ser produït per Pi Solanes al costat de Envar el Kadri (per CINESUR) i Pierre Novat (per Pacific). El color va ser agregat pel laboratori Cinecolor (Buenos Aires).

### Música
La música va ser composta principalment per Astor Piazzolla i Fito Páez. La banda sonora també inclou tangos d'Aníbal Troilo, Mariano Mores i Homero Expósito, que són interpretats per Roberto Goyeneche acompanyat per Nestor Marconi en bandoneó, Raul Luzzi en guitarra, Carlos Gaivironsky en violí i Humberto Ridolfi en contrabaix.
Pino Solanas va compondre el tema "Milonga del tartamudo", que es interpretat al film per Alfredo Zitarrosa.

## Premis
- 45è Festival Internacional de Cinema de Canes -1988-: Premi al millor director.
- Festival Internacional del Nou Cinema Llatinoamericà de l'Havana: Gran premi Coral al millor film; premi al millor film de ficció; Premi a la Millor Fotografia de Félix Monti; Premi a la millor música: Astor Piazzolla; Anníbal Troilo; Premi de la Unió d'Escriptors i Artistes de Cinema i Televisió de Cuba (UNEAC)[4]
- Festival Internacional de Haugeseund - Noruega 1988- Premi al millor film.